# Andrena incisa
Andrena incisa är en biart som beskrevs av Eduard Friedrich Eversmann 1852. Andrena incisa ingår i släktet sandbin, och familjen grävbin. Inga underarter finns listade i Catalogue of Life.